# サントアンドレ
サントアンドレ（Santo André [sɐ̃twɐ̃ˈdɾɛ]）は、ブラジルのサンパウロ州の都市である。人口は約72万人（2020年）。サンパウロから18km南にあり、住宅地と工業地が混在した地域である。サンパウロ都市圏鉄道会社10号線が通る。

## 姉妹都市
姉妹都市は以下の通り
- 高崎市 （日本 群馬県）[2]
- セスト・サン・ジョヴァンニ （イタリア ロンバルディア州 ミラノ県）[2]
- サン・ニコラウ （カーボベルデ）[2]
- ヌエバ・サン・サルバドル（エルサルバドル）[2]
- ブラガ （ポルトガル）[2]
- Vouzela （ポルトガル）[2]

## 出身者

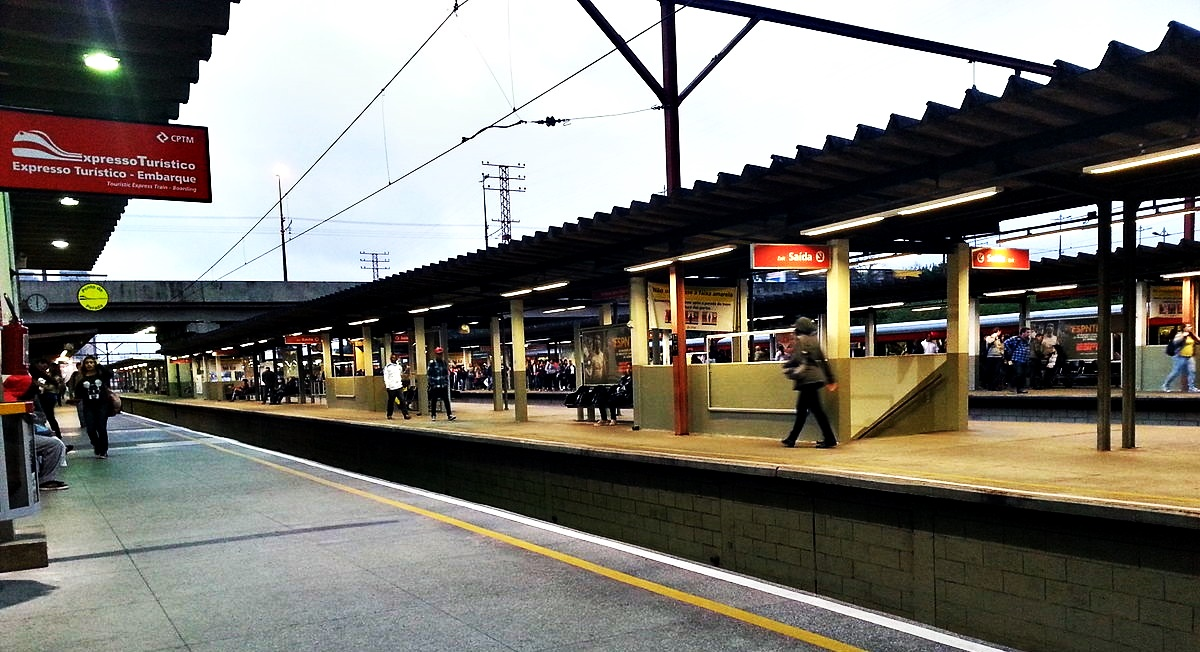
サントアンドレ駅